# Oldřich Černý
Oldřich Černý (17. června 1946 Praha – 31. března 2012 Praha) byl český filolog, bohemista a anglista, dramaturg, spisovatel, překladatel z angličtiny, pracovník bezpečnostních složek státu a odborník na mezinárodní vztahy a společnou evropskou zahraniční a bezpečnostní politiku.

## Život
Oldřich Černý vystudoval angličtinu a češtinu na Filozofické fakultě Univerzity Karlovy v Praze. Před rokem 1989 pracoval jako překladatel americké a britské prózy, jako producent dabingu (1980–1989), divadelní dramaturg (1978–1980) a jako redaktor knih pro děti a mládež v nakladatelství Albatros (1971–1978). Je autorem titulků k filmu Žlutá ponorka a pro dabing přeložil a upravil dialogy například k filmům Tři dny Kondora, Indiana Jones a chrám zkázy, Terminátor nebo Čest rodiny Prizziů). Pro mládež napsal původní televizní film Plácek (1978) o chlapcích z městského centra, kteří bojují o místo, kde si mohou zahrát kopanou, a pro nejmenší děti vytvořil texty k sérii obrázkových naučných knih.
V letech 1990–1993 byl poradcem prezidenta republiky Václava Havla pro bezpečnostní otázky, poté v letech 1993 až 1998 prvním ředitelem Úřadu pro zahraniční styky a informace a od roku 1999 výkonným ředitelem Nadace Forum 2000 a zároveň ředitelem Pražského institutu bezpečnostních studií (Prague Security Studies Institute).
Roku 2013 obdržel in memoriam Transatlantickou cenu za výrazný přínos ke svobodě a demokracii ve střední Evropě, k posílení transatlantických vztahů a k začlenění středoevropských zemí do euroatlantických struktur.

## Literární dílo

### Knihy pro děti
- Petr a Hanka se představují (1980), ilustrace Gabriel Filcík, první díl seriálové encyklopedie pro děti předškolního věku
- Petr a Hanka čekají návštěvu (1982), ilustrace Gabriel Filcík
- Petr, Hanka chystají překvapení (1983), ilustrace Gabriel Filcík
- Petr, Hanka a táta mají starosti (1984), ilustrace Gabriel Filcík
- Cestou necestou (1984), leporelo, ilustrace František Škoda
- Jak kdo bydlí (1985), leporelo), ilustrace František Škoda
- Petr a Hanka stavějí dům (1986), ilustrace Gabriel Filcík
- Petr a Hanka se loučí, aneb, Petr jde do školy (1987), ilustrace Gabriel Filcík
- Obrázková knížka o Československu (1987), ilustrace Ivo Šedivý

### Knižní překlady (výběr)
- Isaac Asimov: Já, robot (1981)
- James Grady: Šest dnů Kondora (1983)
- Eric Knight: Lassie se vrací (1982)
- Peter Maas: Serpico (1984)
- Thomas N. Scortia a Frank M. Robinson: Skleněné peklo (1980)
- Vlak do pekla (1976), antologie angloamerických sci-fi povídek